# Linheraptor
Linheraptor – rodzaj teropoda z rodziny dromeozaurów (Dromaeosauridae) żyjącego w późnej kredzie na obecnych terenach Azji. 
Został odkryty w 2008 roku w osadach formacji Wulansuhai w Mongolii Wewnętrznej przez uczestników ekspedycji Instytutu Paleontologii Kręgowców i Paleoantropologii oraz Instytutu Geologii i Paleontologii Long Hao. 

Okaz ten został odnaleziony w złożach Bayan Mandahu, datowanych na kampan, podobnie jak odpowiadająca im formacja Dżadochta. 
Opisany w 2010 roku przez Xu Xinga i współpracowników w oparciu o niemal kompletny, dobrze zachowany szkielet (IVPP V 16923).
Linheraptor osiągał niewielkie rozmiary jak na teropoda, jednak porównywalne z innymi późnokredowymi azjatyckimi dromeozaurami. Holotyp, będący prawdopodobnie osobnikiem dorosłym, mierzył około 1,8 m długości, z czego 22,5 cm przypadało na czaszkę. 
Budową Linheraptor exquisitus przypomina Tsaagan mangas – oba te taksony łączą niektóre cechy czaszki, m.in. duże okno żuchwowe położone z przodu żuchwy. Kość jarzmowa stykała się z łuskową w taki sposób, że kość zaoczodołowa nie miała kontaktu z oknem podskroniowym. Cechy te sugerują, że Linheraptor i Tsaagan były taksonami siostrzanymi i w późnej kredzie tworzyły odrębną linię ewolucyjną azjatyckich dromeozaurów. Prawdopodobnie na drzewie filogenetycznym dromeozaurów zajmowały one pozycję pośrednią pomiędzy formami bazalnymi a zaawansowanymi. Senter (2011) oraz Turner, Makovicky i Norell (2012) uważają wręcz Linheraptor exquisitus za młodszy synonim Tsaagan mangas.
Nazwa rodzajowa Linheraptor pochodzi od miasta Linhe, w pobliżu którego odkryto holotyp, oraz słowa raptor, odnoszącego się do drapieżnictwa linheraptora. Nazwa gatunkowa gatunku typowego, exquisitus, pochodzi od znakomitego stanu zachowania holotypu. Linheraptor jest piątym – po Velociraptor mongoliensis, V. osmolskae, Tsaagan mangas i Mahakala omnogovae – przedstawicielem Dromaeosauridae, którego skamieniałości odkryto w górnokredowych osadach formacji Dżadochta lub odpowiadających jej złożach w Chinach i Mongolii.